# Якомульский, Антон Анатольевич
Антон Анатольевич Якомульский (24 декабря 1969, Москва, СССР) — российский барабанщик, композитор, мультиинструменталист, основатель группы «Муха», один из основателей группы «Ногу Свело!».

## Биография
Родился 24 декабря 1969 года в Москве. Детство будущего музыканта прошло в Тушине, где жила его семья. В раннем возрасте Антон мечтал стать авиаконструктором и посещал кружки по авиамоделированию и рисованию, в тот же период времени он активно занимался лёгкой атлетикой, лыжами и гандболом. Когда музыканту было 10 лет, в его жизни произошло важное событие, во многом повлиявшее на его дальнейшую судьбу — друг семьи подарил им с братом Дмитрием Якомульским коллекцию виниловых пластинок с записями зарубежных групп.
Начал обучение игре на гитаре с песен группы «Кино» «Алюминиевые огурцы» и «Восьмиклассница». Сердце одноклассницы покорено не было, но с того момента Антон начал активно заниматься музыкой. Во время летних поездок в пионерскую флотилию «Юный моряк» Якомульский исполнял песни под собственный гитарный аккомпанемент, что способствовало росту его популярности среди местной молодёжи. В 12 лет Антон стал участником школьного духового оркестра, научившись играть на всех доступных духовых инструментах. Десятилетие спустя, свои навыки Антон попытался применить в процессе записи партии духовых для альбома «Хару Мамбуру» группы «Ногу Свело!», однако, к тому времени, он отвык от игры на трубе и вынужден был отказаться от этой идеи.
В 14 лет Антон попробовал себя в качестве диск-жокея на школьной дискотеке. На своей аудиосистеме Якомульский проигрывал пластинки The Beatles и Grand Funk Railroad. 1983 год ознаменовался вступлением Антона в состав своего первого музыкального коллектива «Группа продлённого дня». Группой был записан магнитофонный альбом дворовых песен, который вскоре приобрёл популярность в узких кругах. В настоящее время кассета с записью данного альбома утеряна.
После экзаменов в 8 классе Антону пришлось покинуть школу № 820. Вскоре Якомульский поступил в МРТТ им. Расплетина, где со своим однокурсником Петром Андреевым создал группу «Рукастый перец» в 1987 году. Через некоторое время Якомульского отчислили из техникума за ношение длинных волос. С того момента практически всё своё время Антон начал уделять музыке. В 1988-м году он ушёл из дома, перебравшись на время в заброшенную деревню под Рязанью. Тогда же группа «Рукастый перец» дала свои первые концерты, а Антон попробовал себя в качестве звукорежиссёра и сессионного барабанщика группы «Тупые». На большую часть заработанных денег Якомульский покупал барабаны. К 1988 году он обладал хорошей ударной установкой, которую периодически сдавал в аренду для проведения различных фестивалей и концертов, проводимых Московской рок-лабораторией.
Осенью 1988 года в подвале тушинского райкома ВЛКСМ состоялось знакомство Антона Якомульского и Максима Покровского. Именно этот момент принято считать рождением группы «Ногу Свело!». Через некоторое время Антон стал барабанщиком новоиспечённого коллектива. Поскольку первый гитарист «Ногу Свело!» вскоре покинул группу, некоторое время Якомульский и Покровский играли вдвоём. Затем к коллективу присоединились гитарист Виталий Акшевский и клавишник Михаил Серов. В 1990-м году Якомульский на время покидает группу «Ногу Свело!» и участвует в записи альбома «Любофф 90» группы «Рукастый перец» на студии Чернавского «Рекорд». Вскоре Антон возвращается в «Ногу Свело!», и летом 1990 года группа записывает свой дебютный альбом «1:0 В Пользу Девочек».
В период 1988—1990 гг. Антон работал сборщиком примусов, киномехаником во ВГИКе и тоннельным рабочим в метро. К последней работе музыканта подтолкнул фильм «Сталкер» А. Тарковского.  В 1992-м году группа «Рукастый перец» распалась (брат Антона Дмитрий, являвшийся фронтменом коллектива, решил посвятить себя изготовлению гитар), и Антон полностью сконцентрировался на деятельности в «Ногу Свело!». Во время записи альбома «Капризы манекенщиц» он выступает не только в качестве музыканта, но и в роли саунд-продюсера. У молодой перспективной группы с успехом проходят концерты в столичных клубах «F5 Club», «Не бей копытом», «Отрадное», а также в рамках различных фестивалей.
В декабре 1994 года, заработав 109 долларов за выступление на дискотеке «Max», Антон принимает для себя окончательное решение зарабатывать на жизнь музыкой. К тому моменту был практически полностью готов альбом «Сибирская любовь», окончательно закрепивший «Ногу Свело!» в статусе одной из самых перспективных и известных на тот момент молодых команд.
В 2000 году у него родился старший сын, примерно тогда же друг предприниматель Стас Ларин подарил Якомульскому 24-канальную портостудию. Якомульский начал поиск единомышленников для создания новой группы. В 2006-м году он встретил Александру Чугунову, прежде известную как певицу СашаЧ. После записи некоторых пробных треков они решили объединиться. Так появился музыкальный коллектив «Муха».
31 июля 2007 года окончательно покинул группу «Ногу свело!». По словам Покровского, «Роль барабанщика группы с годами все меньше отвечала уровню и амбициям Антона». С того момента Якомульский осуществляет свою основную деятельность в рамках команды «Муха», являясь барабанщиком, саунд-продюсером и основным автором музыки.
Увлекается боулингом и рыбалкой.